# Rue Thubaneau
La rue Thubaneau se trouve dans le 1er arrondissement de Marseille. 

## Situation et accès
Elle va du boulevard Dugommier au cours Belsunce.

## Origine du nom
Dans cette rue se trouvait une salle où l’on se réunissait pour fumer. Cette salle donne son nom à la rue, un tubanèu étant un lieu où l'on fume le tabac, en provençal.

## Historique
Cette rue a été pendant des décennies un haut lieu de la prostitution à Marseille. En parler marseillais, faire la rue Thubaneau ou (aller à Thubaneau) signifie faire le trottoir, aller aux putes.
La rue acquiert sa réputation de rue artistique en 1693 lorsque, l'Opéra de Marseille ne pouvant accueillir la Troupe Royale, celle-ci s'installe rue Thubaneau. 
La rue Thubaneau fait partie des rues marseillaises à ne pas changer de nom à la Révolution française. 
En 1792, à l'occasion d'un banquet organisé par un club républicain marseillais au no 11, le patriote monpelliérain François Mireur chante, pour la première fois à Marseille, le chant de l'Armée du Rhin, qui deviendra La Marseillaise.
Durant la Révolution, le no 25, qui était une salle de jeu de paume construite en 1696, accueille la Société patriotique des amis de la Constitution, appelée plus simplement le Club des amis de la Constitution ou même le "Club". Il y crée son siège le 11 avril 1790. Le Club lié aux Jacobins parisiens va regrouper les éléments révolutionnaires les plus résolus de Marseille.
C'est d'ailleurs à cet endroit que furent enrôlés les volontaires marseillais, surnommés les Cinq-Cents, qui vont s'illustrer le 10 août 1792 lors de la prise des Tuileries. Ils prendront la route pour Paris le 2 juillet et vont populariser la Marseillaise en la chantant tout au long des vingt-sept jours de marche vers Paris. Le club qui, comme la commune, est entré en conflit avec les sections marseillaises, sera fermé le 3 juin 1793 par le comité général des sections. Il entraîne dans sa chute celle de toutes les sociétés populaires du midi, laissant ainsi le champ libre aux insurrections fédéralistes de l'été.
Marc-Antoine-Madeleine Désaugiers et Jacques-André Jacquelin font construire au début du XIXème siècle une salle de théâtre et de chansons. La première pierre est posée en mars 1801. La rue perpétue sa tradition artistique. En 1806 est fondée l'Institution des Concerts Thubaneau, qui donne des spectacles toute l'année.
Edmond Rostand, qui passait rue Thubaneau pour se rendre au lycée Thiers dans les années 1870 et 1880, la décrivait comme une rue "qui sent le café noir, le goudron et l'orange". 
Le 13 octobre 1873, les pères jésuites qui tenaient l'École de Provence installent leur nouveau collège dans la rue, et l'appellent Externat Saint-Ignace. Ils déménagent le collège rue Saint-Sébastien en 1875.
Au XXe siècle, la rue est remarquée par la ségrégation socio-spatiale qui y règne. La partie haute, donnant sur la Canebière, est habité par une population aisée, qui occupe les immeubles aristocratiques. Le bas de la rue est assez pauvre. Des prostituées y restent jusque dans les années 1960.
Pierre Loutrel, fondateur du Gang des Tractions Avant, est arrêté par la police marseillaise dans la rue Thubaneau, avant de réussir à s'échapper. 
Élu maire, Jean-Claude Gaudin veut faire de la rue un exemple de la réhabilitation qu'il compte impulser à la ville. En 1996, il lance un périmètre de rénovation immobilière, qui permet de racheter la quasi-totalité des immeubles de la rue. À l'aide de fonds de l'Union européenne, cet espace est rénové, ouvert sur les rues adjacentes. Les appartements sont également rénovés. Des galeries d'art sont ouvertes afin de perpétuer la tradition artistique de la rue.
En mars 2011, au no 25, a été créé le Mémorial de la Marseillaise.

## Bâtiments remarquables et lieux de mémoire
- À un numéro inconnu s'est trouvé un théâtre, créé par Marc-Antoine-Madeleine Désaugiers et Jacques-André Jacquelin.
- À un numéro inconnu s'est trouvé entre 1873 et 1875 l'École de Provence.
- Au no 15 se trouve une imposte en fer forgé.
- Au no 11, La Marseillaise, alors qu'elle ne s'appelait encore que le chant de l'Armée du Rhin, fut chantée pour la première fois à Marseille par le patriote montpelliérain François Mireur lors d'un banquet organisé par le Club le 22 juin 1792 chez le traiteur David[4]. Le succès fut immédiat parmi les patriotes marseillais.
- Au no 25 se trouve la salle de jeu de paume construite en 1696, où la Société patriotique des amis de la Constitution, appelée plus simplement le Club des amis de la Constitution ou même le "Club", créa son siège le 11 avril 1790. Le Club lié aux Jacobins parisiens va regrouper les éléments révolutionnaires les plus résolus de Marseille[7]. À cette même adresse se trouve désormais le Mémorial de la Marseillaise, inauguré officiellement le 3 mars 2011.